# Baeonoma infamis
Baeonoma infamis es una especie de polilla del género Baeonoma, orden Lepidoptera.
Fue descrita científicamente por Meyrick en 1925.

## Descripción
Su envergadura es de 19 a 22 mm.

## Distribución
Se encuentra en Brasil.